# Deltentosteus quadrimaculatus
Deltentosteus quadrimaculatus är en fiskart som först beskrevs av Valenciennes, 1837.  Deltentosteus quadrimaculatus ingår i släktet Deltentosteus och familjen smörbultsfiskar. Inga underarter finns listade i Catalogue of Life.